# فادسا
فادسا (انگلیسی: Fadesa) شرکت املاک اسپانیایی است، که در سال ۱۹۸۰ توسط مانوئل جووه تأسیس شد.